# المتحدة من أجل التفاعل الثقافي
المتحدة من أجل التفاعل الثقافي، شبكة أوروبية مناهضة للقومية والعنصرية والفاشية، وتدعم المهاجرين واللاجئين، وتتعاون عن طريقها أكثر من 560 منظمة من 48 دولة أوروبية. تأسست شبكة المتحدة في عام 1992 (سُجلت رسميًا كمنظمة خيرية بموجب القانون الهولندي عام 1993) وتوفر منتدى للتضامن والتعاون النشِطان بين مجموعة متنوعة من المنظمات في أوروبا، وناشطيها عبر الحدود الأوروبية.
تعرّف المتحدة نفسها على أنها أداة لعموم أوروبا لتقوية المنظمات الشعبية وأعمالها وربطها ببعض، لتحسين تأثيرها الاجتماعي والسياسي. ولدت فكرة شبكة المتحدة من قبل المشاركين في حلقتين دراسيتين مناهضتين للعنصرية للشباب الأوروبي في ستراسبورغ في عام 1992. عُبّر في هذين الحدثين عن الحاجة إلى نظام معلومات وشبكات على مستوى أوروبا، على خلفية الحركة الشعبية الأكثر عنفًا وكراهية للأجانب التي وقعت في ألمانيا بعد الحرب العالمية الثانية: أعمال الشغب في روستوك-ليشتنهاغن في 22-24 أغسطس عام 1992.
يركز عمل المتحدة بشكل أساسي على تنسيق حملات التوعية على مستوى أوروبا، وتنظيم المؤتمرات الدولية والحفاظ على نظام المعلومات وهيكل الشبكة. تنسق المتحدة الحملات السنوية التالية:
- الأسبوع الأوروبي للنشاط ضد العنصرية.
- اليوم العالمي للاجئين.[3]
- اليوم العالمي لمناهضة الفاشية ومعاداة السامية.[4]

تتمتع المتحدة بمركز تشاركي في مجلس أوروبا، وتمثّل غالبًا عضوًا منتخبًا في المجلس الاستشاري للشباب التابع لمجلس أوروبا، وتتمتع منذ عام 1997 بوضع استشاري خاص لدى المجلس الاقتصادي والاجتماعي التابع للأمم المتحدة.

## الحملات

### الأسبوع الأوروبي للنشاط ضد العنصرية- 21 مارس
أعلنت الجمعية العامة للأمم المتحدة في عام 1966، يوم 21 مارس يومًا عالميًا للقضاء على جميع أشكال التمييز العنصري، كرد فعل على مقتل 69 متظاهرًا مناهضًا للفصل العنصري في شاربفيل في جنوب إفريقيا في عام 1960. نظمت شبكة المتحدة في عام 1993، الأسبوع الأوروبي للنشاط ضد العنصرية بمناسبة يوم 21 مارس. تنسق المتحدة منذ ذلك الحين، أسبوع النشاط على مستوى أوروبا لمناهضة العنصرية بشكل سنوي، بهدف جذب انتباه الجمهور من خلال تحفيز الأنشطة المختلفة ودمجها برعاية حملة مشتركة.
لا تنظم المتحدة أنشطة الحملة، ولكنها تنتج- وتوفر- بحرية ما يدعى «أدوات الحملة»، وتوثق أنشطة الحملة. تنظم المنظمات والمجموعات المستقلة أنشطة الحملة في جميع أنحاء أوروبا. تجمع المتحدة هذه الأنشطة في خريطة على الإنترنت متاحة على الموقع www.weekagainstracism.eu.
تطورت فكرة أسبوع النشاط السنوي ضد العنصرية في العديد من البلدان بنجاح إلى اتجاهات ذاتية التعزيز، إذ بدأت المنظمات غير الحكومية المحلية في تحفيز أسابيع النشاط الوطنية. تطورت الأسابيع الدولية السنوية ضد العنصرية في ألمانيا، والمنظمون الرئيسيون لهذه الحملة هم المنظمات الألمانية غير الحكومية، وتشمل مجلس الثقافات في ألمانيا، وكيزخت زايغن. تنظم منظمة أسبوع النشاط ضد العنصرية- منظمة غير حكومية مقرها مونتريال- أسبوعًا للنشاط ضد العنصرية على مستوى كندا منذ عام 2000. تشمل المجموعات الرئيسية الأخرى التي اتبعت الفكرة وروجت لأسبوع النشاط ضد العنصرية في حوالي 21 مارس، الشبكة الأوروبية لمناهضة العنصرية، أو كرة القدم ضد العنصرية في أوروبا. تركز جميع أسابيع النشاط الوطنية المختلفة على يوم 21 مارس وترتبط به في رسائلها، رغم حقيقة تطور هذه الأسابيع على مدار الوقت.

### اليوم العالمي للاجئين- 20 يونيو
تبنت الجمعية العامة للأمم المتحدة في عام 2001 القرار الخاص بإعلان يوم اللاجئ الأفريقي السابق باعتباره اليوم العالمي للاجئين كتعبير عن التضامن مع إفريقيا، التي تستضيف أكبر عدد من اللاجئين. لاحظت الجمعية العامة أن عام 2001 يوافق الذكرى السنوية الخمسين لاتفاقية عام 1951 الخاصة بوضع اللاجئين، وأن منظمة الوحدة الأفريقية قد وافقت على أن يتزامن اليوم الدولي للاجئين مع يوم اللاجئ الأفريقي في 20 يونيو.
تنسق المتحدة حملة سنوية في هذا التاريخ. تهدف هذه الحملة إلى تسليط الضوء على قضايا اللاجئين من منظور غير حكومي. تنقل نتائج الرصد الخاصة بمشروع المراقبة للحقائق الفادحة «لأوروبا القلعة الحصينة»، رسالة هذه الحملة.

### اليوم العالمي لمناهضة الفاشية ومعاداة السامية- 9 نوفمبر
شرعت ألمانيا النازية في 9 نوفمبر 1938 بمذبحة ضد الشعب اليهودي. تعرضت منازل اليهود للنهب، وكذلك محلاتهم التجارية وبلداتهم وقراهم، إذ دمر جنود كتيبة العاصفة والمدنيون البنايات بمطارق ثقيلة، تاركين الشوارع مغطاة بقطع من النوافذ المحطمة، وعُرفت تلك الليلة بليلة البلور. قُتل 91 يهوديًا، ونُقل 30,000 رجل يهودي- ربع الرجال اليهود في ألمانيا- إلى معسكرات الاعتقال، حيث تعرضوا للتعذيب لأشهر، ومات أكثر من 1000 منهم. نُهب حوالي 1668 كنيسًا وأُحرق 267 منها. دُمّر في فيينا وحدها 95 معبدًا يهوديًا/دار عبادة.
اعتُبرت مذبحة «ليلة البلور» على أنها البداية الرمزية للقضاء المنهجي على الشعب اليهودي الذي بدأ مع التمييز ضد اليهود الألمان وإقصائهم منذ عام 1933، والذي أدى في نهاية المطاف إلى مقتل ملايين اليهود، ومن أسموهم «أعداء الشعب الألماني»: المثليون، والمجرمون، وكذلك «الأشخاص عديمو المخالطة الاجتماعية»، وأعضاء المجتمعات الدينية المتنوعة، والأشخاص ذوو الإعاقات العقلية، و«المجرمون» السياسيون مثل الشيوعيين والاشتراكيين واللاجئين الجمهوريين الإسبان، والأقليات مثل الغجر والسنتي وغيرهم.
تنسق المتحدة منذ عام 1995 حملة سنوية لعموم أوروبا بمناسبة 9 نوفمبر، بما يدعى اليوم الدولي ضد الفاشية ومعاداة السامية. يكون النهج بموجب ذلك ذي شقين: يهدف جزء من الحملة إلى إحياء ذكرى ضحايا مذبحة «ليلة البلور»، وضحايا الهولوكوست والفاشية على نطاق أوسع، ويركز الجزء الآخر غالبًا على القضايا المعاصرة للعنصرية ومعاداة السامية والتطرف اليميني والفاشية الجديدة.

## الحقائق الفادحة لأوروبا القلعة الحصينة
تراقب المتحدة منذ عام 1993 النتائج الكارثية لتأسيس ما يدعى «بأوروبا القلعة الحصينة» من خلال إعداد قائمة باللاجئين والمهاجرين، الذين لقوا حتفهم أثناء محاولتهم دخولهم أوروبا «القلعة الحصينة» أو نتيجة لسياسات الهجرة في أوروبا.
تتلقى المتحدة هذه المعلومات من الصحف والصحفيين والمنظمات العاملة في مجال قضايا اللاجئين والمهاجرين والباحثين من القطاع الخاص والمنظمات الحكومية. لا يمكن أن تؤخذ الأرقام الواردة إلا كمؤشر على العدد الحقيقي للوفيات. تُوثّق كل حالة تنشرها المتحدة في أرشيف المؤسسة، ويمكن للباحثين والصحفيين طلب الجزء العلمي من التوثيق لاستخدامه في دراساتهم.
وُثّقت أكثر من 15181 حالة وفاة بحلول عام 2011. تلعب القائمة المسماة «قائمة الوفيات» دورًا مهمًا في حملة «يوم اللاجئ» السنوية التي تنظمها المتحدة، وتُستخدم أيضًا كأداة ضغط. أنشأت منصة OWNI- منصة معلومات وأخبار على الإنترنت- من أجل قياس حجم «الحرب على المهاجرين»، خريطة تفاعلية كتذكار الكتروني لهذه المآسي. استُخدمت «قائمة الوفيات» أيضًا في العديد من المشاريع الفنية.